# Domenico Romeo
Pour les articles homonymes, voir Romeo.
Domenico Romeo (né à Santo Stefano in Aspromonte en 1796, mort à Reggio de Calabre en 1847) est un patriote et martyr de l'unité de l'Italie qui participa à l'insurrection dans le royaume des Deux-Siciles de 1847.

## Biographie
Domenico est le frère cadet de Giannandrea Romeo. Il grandit au milieu de l'agitation politique ce qui développe un fort sentiment patriotique et une aversion pour toute forme de tyrannie. Il est entre autres l'élève de l'illuminé et libéral Francesco Mezzatesta de Bova. Il mène une activité importante afin de promouvoir les idées libérales mises à mal par les persécutions.
Il travaille à Naples comme inspecteur de la douane
À la suite de l'échec de l'expédition des frères Bandiera, il décide de participer à une révolte. En septembre 1847, il participe à l'organisation de la révolte qui doit s'étendre à la  Calabre, la Sicile et la Basilicate composée de vétérans du Carbonarisme. Le 29 août, Domenico Romeo lance l'appel à la révolte, faisant hisser le drapeau tricolore italien sur la place de Santo Stefano in Aspromonte. Le 2 septembre, avec son frère Giannandrea Romeo, son neveu Pietro Aristeo Romeo et son cousin Stefano Romeo, à la tête de 500 hommes, il prend Reggio de Calabre, instituant un gouvernement provisoire.
L'unité vient à manquer et le secret est trahi. Seuls les Romeo sont entrés en action : à Messine, le comité d'action local s'est scindé en deux groupes et les hommes les plus décidés tentent une action de leur propre initiative dès le 1er septembre, la révolte est rapidement écrasée. À Catanzaro, il ne se passe rien. Les forces royales peuvent tranquillement se concentrer sur Reggio de Calabre.
La répression est très dure : le 15 septembre, après un échange de tirs dans le quartier de Cicciarello di Marrappà, près de Podàrgoni, Domenico Romeo est tué et décapité. Sa tête est exposée pendant deux jours dans la cour de la prison de San Francesco à Reggio de Calabre. À Gerace, cinq insurgés sont fusillés : Michele Bello, Rocco Verduci, Pierdomenico Mazzone, Gaetano Ruffo et Domenico Salvadori.
Son neveu Pietro écrira, dans son livre Cenni biografici sopra Domenico Romeo (Scènes biographique sur Domenico Romeo), que son oncle est tombé en criant « pour l'Italie ».

## Sources
- (it) Cet article est partiellement ou en totalité issu de l’article de Wikipédia en italien intitulé « Domenico Romeo » (voir la liste des auteurs).